# Halifax Panthers
Halifax Panthers es un equipo profesional de rugby league de Inglaterra con sede en la ciudad de Halifax.
Participa anualmente en la Super League, la principal competición de la disciplina en el país.
El equipo hace como local en el The Shay, con una capacidad de 14.061 espectadores.

## Historia
El equipo fue fundado en 1873, en 1895 abandona la Rugby Football Union y fue uno de los clubes fundadores de la Northern Union.
El equipo participó en la primera edición del campeonato inglés de rugby league, finalizando en la 2ª posición.
Durante su larga historia, el club ha logrado 4 campeonatos nacionales y 5 copas nacionales.

## Palmarés
- Super League[2] (4): 1903, 1907, 1965, 1986
- Challenge Cup[3] (5): 1903, 1904, 1931, 1939, 1987
- RFL Championship (1): 2011
- Championship Cup (1): 2012
- RFL 1895 Cup (1): 2023